# Pray for Haiti
Pray for Haiti es el vigésimo segundo álbum de estudio del rapero Mach-Hommy. Fue publicado el 21 de mayo de 2021, bajo el sello Griselda Records. La producción estuvo a cargo de Camoflauge Monk, Conductor Williams, Denny LaFlare, Cee Gee, DJ Green Lantern, Messiah Muzik, Nicholas Craven y Sadhu Gold. Con Westside Gunn y Mach-Hommy como productores ejecutivos. Cuenta con colaboraciones como Westside Gunn, Keisha Plum, Melanie Charles y Tha God Fahim. Recibió eligios por parte de la crítica especializada.
Mach-Hommy anunció que el 20 por ciento de las ganancias del álbum serían donadas al Pray for Haiti Trust Fund, un fondo que él mismo creó con el objetivo de financiar infraestructura educativa en Haití.

## Portada
La portada del álbum fue diseñada por Noah Leigh y es una reinterpretación de una obra sin título de Jean-Michel Basquiat, comúnmente conocida como Fishing. El diseño conserva la composición original, pero añade una bandana con la bandera haitiana sobre el rostro del personaje, aludiendo a la identidad y el estilo característicos de Mach-Hommy. Esta portada establece un vínculo con las raíces haitianas de ambos artistas (Basquiat y Mach‑Hommy).

## Recepción crítica
El álbum fue recibido con aclamación universal por parte de la crítica especializada. Metacritic, que asigna una puntuación normalizada sobre 100 basada en reseñas de publicaciones reconocidas, el álbum obtuvo una puntuación promedio de 85, basada en ocho reseñas. El disco ha sido particularmente elogiado por la letrística de Mach-Hommy. Paul A. Thompson, de Pitchfork, describió el proyecto como una obra con “rimas afiladas como navajas y un ojo excepcional para los detalles”, y le otorgó el distintivo de "Best New Music". La revista Complex seleccionó Pray for Haiti como uno de los mejores álbumes de 2021. En su reseña, destacó la reunión entre Mach-Hommy y Westside Gunn después de años separados, subrayando cómo esta colaboración dio lugar a uno de los trabajos más accesibles del rapero hasta la fecha.

## Lista de canciones
| N.º | Título                                           | Productor(es)      | Duración |  |
| 1.  | «The 26th Letter»                                | Denny LaFlare      | 3:39     |  |
| 2.  | «No Blood No Sweat»                              | Camoflauge Monk    | 1:54     |  |
| 3.  | «Folie à Deux» (con Westside Gunn y Keisha Plum) | Conductor Williams | 2:35     |  |
| 4.  | «Makrel Jaxon»                                   | Conductor Williams | 2:01     |  |
| 5.  | «The Stellar Ray Theory»                         | Conductor Williams | 3:15     |  |
| 6.  | «Marie»                                          | Cee Gee            | 2:49     |  |
| 7.  | «Leta Yo» (Skit)                                 |                    | 0:34     |  |
| 8.  | «Kriminel»                                       | Nicholas Craven    | 2:36     |  |
| 9.  | «Pen Rale»                                       | Sadhu Gold         | 1:41     |  |
| 10. | «Murder Czn» (con Westside Gunn)                 | Camoflauge Monk    | 3:28     |  |
| 11. | «Magnum Band» (con Tha God Fahim)                | Messiah Muzik      | 2:47     |  |
| 12. | «Rami» (con Westside Gunn)                       | Camoflauge Monk    | 2:28     |  |
| 13. | «Kreyol» (Skit)                                  |                    | 1:06     |  |
| 14. | «Au Revoir» (con Melanie Charles)                | DJ Green Lantern   | 3:48     |  |
| 15. | «Blockchain»                                     | Camoflauge Monk    | 1:47     |  |
| 16. | «Ten Boxes / Sin Eater»                          | Denny LaFlare      | 2:50     |  |